# کروزال، پورتوریکو
کروزال (به انگلیسی: Corozal) یک منطقهٔ مسکونی در ایالات متحده آمریکا است که در پورتوریکو واقع شده‌است.
 کروزال ۱۰۹ کیلومتر مربع مساحت و ۳۷٬۱۴۲ نفر جمعیت دارد.